# Castello di Sestola
Das Castello di Sestola, auch Rocca di Sestola ist eine Höhenburg aus dem 16. Jahrhundert auf einem Felsvorsprung im Bereich der Gemeinde Sestola in der italienischen Region Emilia-Romagna. Sie liegt in der Via Governatori di Frignano.

## Lage
Durch ihre strategische Lage für die Kontrolle der Täler der Scoltenna und des Leo konnte man von dort aus den Zugang zum südlichen Teil des Frignano kontrollieren. Der alte Teil des Dorfes liegt in der Nähe dieser alten Siedlung.

## Geschichte
Die alte Burg wurde  Mitte des 16. Jahrhunderts umgebaut, aber sie war wesentlich älter: Das erste Dokument, in dem ein Burg in Sestola erwähnt wird, ist das „Diploma di Astolfo“ aus dem Jahre 753; mit diesem schenkte der König der Langobarden das „Castrum Sextulae“ (dt.: Burg von Sestola) und die angrenzenden Gebiete der Abtei Nonantola, die dann vom Heiligen Anselm gegründet wurde. Im 13. Jahrhundert war die Burg Schauplatz von Zusammenstößen und Belagerungen zwischen den Modenesern und den Bolgnesen; da war Sestola schon eine kleine, selbständige Kommune. Ab 1337 war die Burg dank ihre zentralen und gut zu verteidigenden Lage Sitz des Gouverneurs des Frignano, der von den D’Estes benannt wurde.
Mit dem Verfall der Hauptstadt Frignano im 19. Jahrhundert wurde die Burg in ein Gefängnis umgewandelt, das bis 1866 betrieben wurde.
Ende des 20. Jahrhunderts wurde die Burg erneut wesentlich umgebaut, als sie eine Wetterstation und ein Sommercamp für Kinder aufnahm.
1964 wurde die Burg in eine Elementarschule mit Internat umgebaut und beherbergte Kinder aus Norditalien, die von der Associazione Nazionale Enti Assistenziali (ANEA) unterstützt wurden.

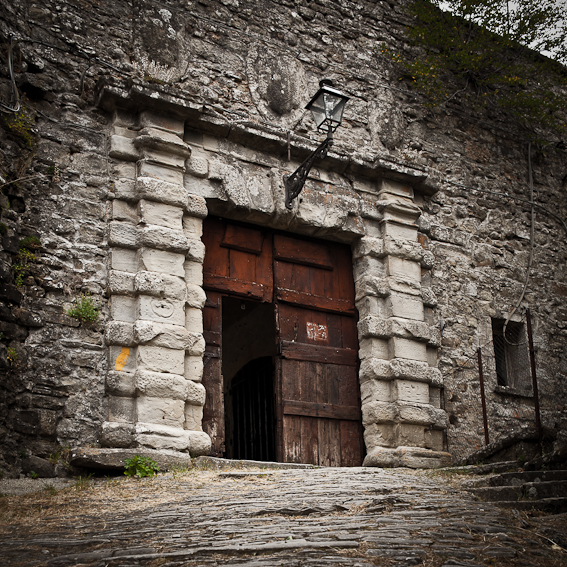
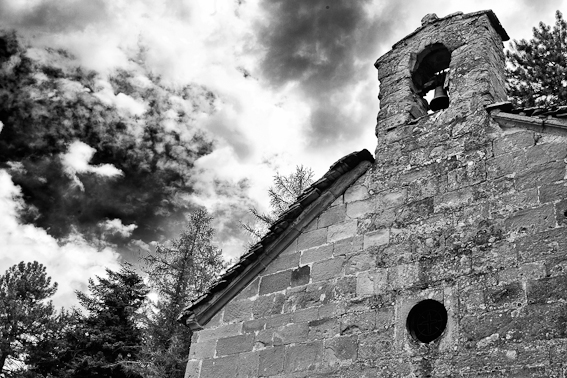
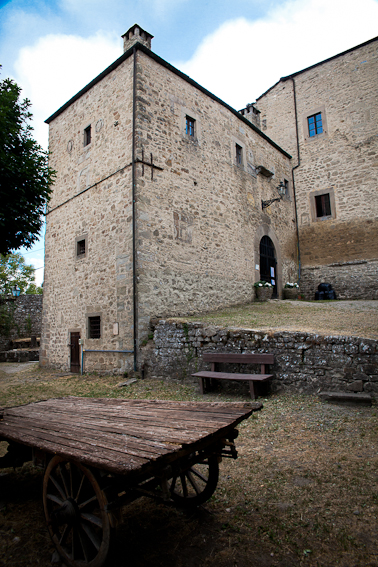
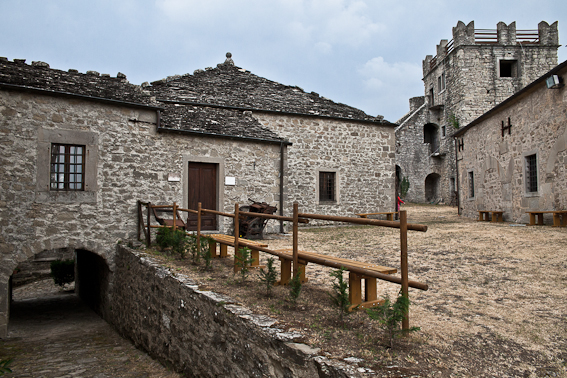

## Museen
In der Burg sind untergebracht:
- Museo della civiltà montanara (dt.: Museum der Bergzivilisation).
- Dauerausstellung „La stanza dei ricordi“ (dt.: Raum der Erinnerungen) von Teresina Burchi.
- Museo degli strumenti musicali meccanici (dt.: Museum mechanischer Musikinstrumente).